# Haumia

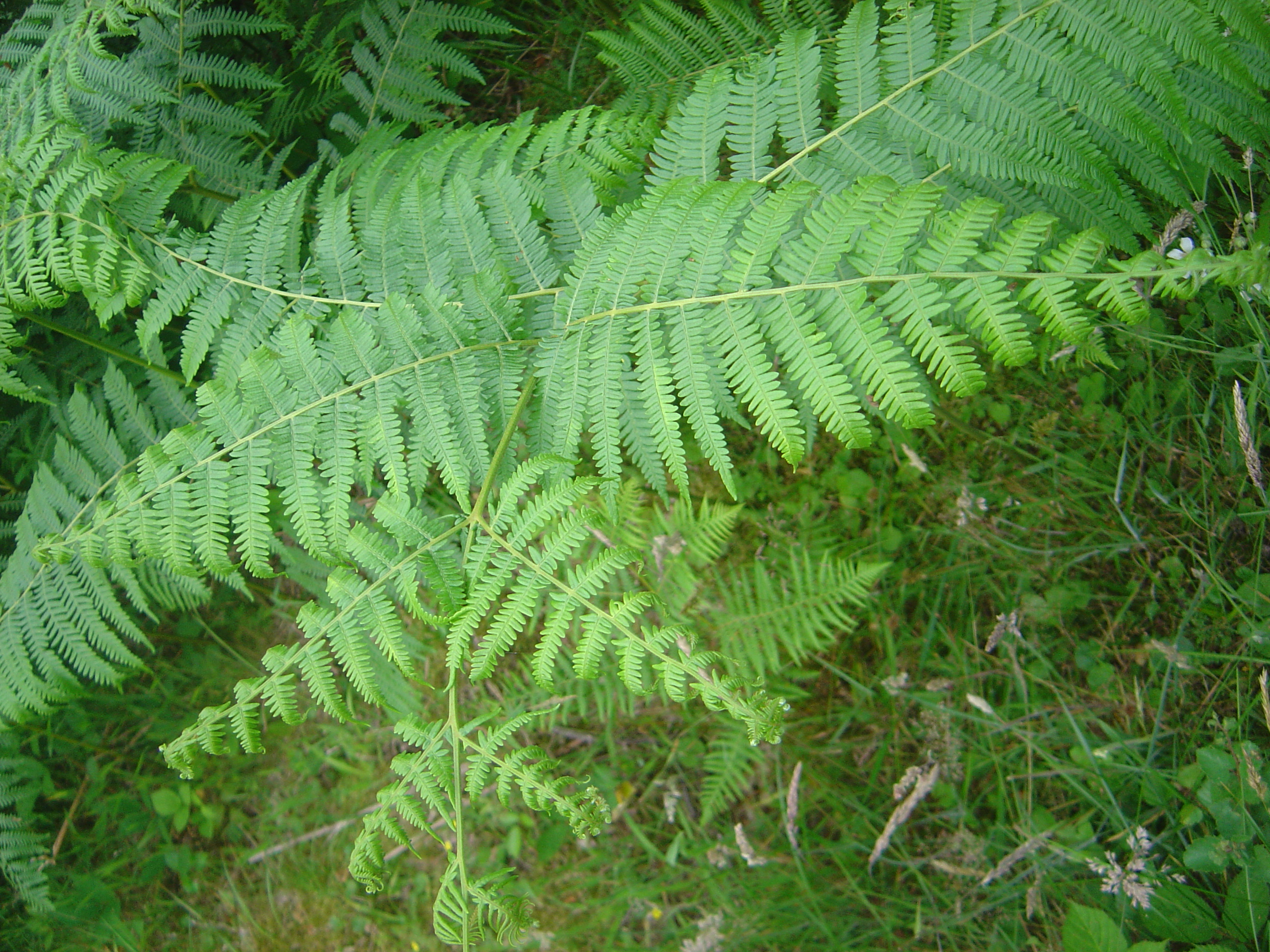
Haumia-tiketike ist die Gottheit verbunden mit wild wachsender pflanzlicher Nahrung wie aruhe oder Adlerfarn

Haumia (auch Haumia-tiketike) ist in der Mythologie der Māori in Neuseeland der Gott der wildwachsenden pflanzlichen Nahrung. Er ist Bruder von Rongo, dem Gott der landwirtschaftlich angebauten Nahrung. Beide sind Söhne des himmlischen Paares Rangi und Papa, Vater Himmel und Mutter Erde.
Beide Brüder leben unter dem Schutz ihrer Mutter Papa, der Mutter Erde, nachdem sie vor ihrem zornigen Bruder Tāwhirimātea, dem Gott der Winde, Schutz suchen mussten.
Später allerdings wurden sie entdeckt von Tūmatauenga, dem Kriegsgott, der auch die Menschheit repräsentiert. Tūmatauenga sah Haumias Haare aus dem Erdreich schauen und zog daran.
Haumia ist insbesondere verbunden mit Farnwurzeln oder aruhe, dem stärkehaltigen Wurzelstock des Pteridium esculentum, ähnlich dem Adlerfarn, der in voreuropäischer Zeit neben der Kumara (Süßkartoffel), repräsentiert durch Rongo, ein wesentlicher Bestandteil der Nahrung der Māori war.